# Astra Digital Radio

Astra-Digital-Radio-Logo

Astra Digital Radio (ADR) war die Bezeichnung für ein digitales Hörfunk-Übertragungssystem, das überwiegend für Ausstrahlungen über die Astra 1-Satelliten auf 19,2° Ost bis zum 30. April 2012 genutzt wurde.

## Geschichte
ADR wurde 1995 im Rahmen der 40. Internationalen Funkausstellung Berlin (26. August bis 3. September) eingeführt und ermöglichte es, über einen Unterträger eines analogen Satelliten-Fernsehprogramms ein digitales Hörfunkprogramm in Stereo zu übertragen. Dabei wurde eine Datenreduktion im Musicam-Format (MPEG 1, Layer II, besser bekannt als MP2) vorgenommen. Die Datenrate betrug stets 192 kBit/s mit 48 kHz. Zum Empfang von ADR waren spezielle Receiver notwendig, die nicht mit dem digitalen Übertragungsstandard DVB-S kompatibel sind. Kurzzeitig gab es neben den Ausstrahlungen auf Astra auch einzelne Ausstrahlungen über die Eutelsat-Satelliten auf 13° Ost, etwa durch Radio Polonia.
ADR trat in Deutschland für den Satellitendirektempfang an die Stelle des Digitalen Satellitenradios (DSR), das nie über 16 ausgestrahlte Sender hinauskam und nach zehn Jahren am 16. Januar 1999 abgeschaltet wurde. Bei DSR war zwar wegen der unkomprimierten Übertragung die Klangqualität besser, aber wegen der Programmvielfalt deutscher Programme hatte ADR in Deutschland ein Vielfaches der DSR-Nutzerzahl erreicht, ohne dabei jedoch Massenverbreitung zu finden. Zu Hochzeiten von ADR Ende der 1990er Jahre waren über das System via Astra-Satelliten praktisch alle UKW-Programme der ARD-Anstalten, fast alle Sender der schweizerischen SRG und etwa zehn Privatradios zu hören. Diese Programmauswahl war zu dieser Zeit einmalig und wurde über den Standard DVB-S erst im Jahr 2005 erreicht.
Neben dem direkten Empfang wurde ADR auch zur einfacheren Signalzuführung zu Sendeanlagen und Kabelkopfstationen verwendet.
Viele Features von ADR wurden nur halbherzig von den Stationen eingesetzt. So wurde etwa die Möglichkeit der Anzeige des Titelnamens und des Interpreten anfangs nur von sehr wenigen Sendern genutzt. Zudem hatte ADR den Nachteil, dass es sich nicht als Paket im Kabel weiterverbreiten ließ (das DSR-Paket mit 16 Programmen war so auch ins Kabel eingespeist worden). Das Programmangebot konzentrierte sich rasch auf deutsche Sender. Inzwischen wurde der Verkauf von ADR-Receivern in Deutschland völlig eingestellt, es sind nur noch gebrauchte Geräte erhältlich.
Mit der Abschaltung aller analogen Satelliten-TV und -Hörfunkprogramme am 30. April 2012 wurde die Ausstrahlung von Hörfunksendern aus Deutschland im ADR-Modus eingestellt. Schon vorher hatten alle privaten Sender ihre Verbreitung über ADR aufgegeben. Die öffentlich-rechtliche Schweizerische Radio- und Fernsehgesellschaft (SRG) aus der Schweiz hatte ihre ADR-Ausstrahlungen Ende 2004 eingestellt. Der Saarländische Rundfunk hatte die Verbreitung seiner Programme Anfang des Jahres 2006 beendet. Radio Bremen beendete im Juni 2009 die Ausstrahlung seiner Hörfunkprogramme Bremen Eins und Nordwestradio über ADR; Radio Bob am 26. Juli 2011 und speist seine UKW-Frequenzen nun über eine IP-basierte Lösung. Auch der Österreichische Rundfunk ORF war damals mit seinem Kurzwellenprogramm „Radio Österreich International“ mit der Senderkennung ROI WIen vertreten.

## Ersatz durch DVB-S
Ersatz für das ADR-Angebot bietet der wesentlich weiter verbreitete Standard DVB-S, mit dem eine noch größere Anzahl Radioprogramme empfangen werden kann. Seit dem 19. August 2005 werden nahezu alle Radiosender der ARD auf dem eigenen Hörfunktransponder 93 (12266 MHz) des Satelliten Astra 1M im DVB-S-Standard ausgestrahlt. Hierzu gehören auch Sender, die zuvor nicht über Satellit zu hören waren.

## Senderliste
- Deutschlandfunk
- Deutschlandradio Kultur

- Bayern 1 (BR)
- Bayern 2 München (BR)
- Bayern 3 (BR)
- BR-Klassik (BR)
- B5 plus (BR)

- hr1
- hr2-kultur
- hr3
- hr4 Rhein-Main
- hr-info
- You FM (hr)
- hr1 plus
- hr-klassik

- MDR Jump (bis 31. Dezember 1999 MDR Life)
- MDR Info
- MDR Figaro
- MDR Sputnik

- NDR 2
- NDR Kultur
- NDR Info
- NDR Info Spezial
- N-Joy (NDR)

- 1LIVE (WDR)
- WDR 2 Rheinland
- WDR 3
- WDR 4 Rheinland und Bergisches Land
- WDR 5
- Funkhaus Europa (WDR, Radio Bremen, rbb)
- KiRaKa (WDR)
- WDR Vera

- Antenne Brandenburg Potsdam (rbb)
- Radio Eins Potsdam (rbb)
- Fritz (rbb)
- Inforadio (rbb)
- Kulturradio (rbb)
- Radio Berlin 88,8 (rbb)

- Bremen Eins (Radio Bremen) (bis Juni 2009)
- Bremen Zwei (Radio Bremen) (bis Juni 2009)
- Bremen Vier (Radio Bremen) (bis Juni 2009)

- SWR1 Baden-Württemberg
- SWR1 Rheinland-Pfalz
- SWR2 Baden-Württemberg
- SWR2 Rheinland-Pfalz
- SWR3 Rheinland-Pfalz
- SWR4 Baden-Württemberg Stuttgart
- SWR4 Rheinland-Pfalz Mainz
- Dasding (SWR)
- SWRinfo (bis 8. Januar 2012 SWR cont.ra)

- SR 1 Europawelle (bis 2006)

- Radio SRF 1 (bis 2004)
- Radio SRF 2 Kultur (bis 2004)
- Radio SRF Musikwelle (bis 2004)
- Radio SRF Virus (bis 2004)
- La Première (bis 2004)
- Option Musique (bis 2004)
- Couleur 3 (bis 2004)
- Rete Uno (bis 2004)
- Radiotelevisiun Svizra Rumantscha (bis 2004)
- Radio Swiss Pop (bis 2004)
- Radio Swiss Classic (bis 2004)
- Radio Swiss Jazz (bis 2004)

- Antenne Bayern
- Rock Antenne
- Power Radio (bis 2006)
- Radioropa (bis 2006)
- Star Sat Radio (bis 2006)
- Radioropa 261 (bis 2006)
- Star Sat Gold (bis 2006)
- Radio Eviva (bis 2006)
- Hit Radio FFH (bis 2006)
- Planet Radio (bis 2006)
- Radio Bob (bis 26. Juli 2011)
- SkyRadio
- sunshine live (bis Januar 2003)
- World Radio Network
- Deutsche Welle